# Jean-Frédéric Edelmann
Pour les articles homonymes, voir Edelmann.
Jean-Frédéric Edelmann [Johann Friedrich] est un claveciniste, pianiste et compositeur français alsacien, né à Strasbourg le 5 mai 1749 et décédé à Paris le 17 juillet 1794.

## Biographie
Il fit d'abord des études secondaires au gymnase protestant (mot régional équivalent au mot « lycée » actuel : Gymnasium en allemand). Il fit ensuite des études de droit à l’université de Strasbourg. Edelmann s’installa vers 1774 à Paris où il vécut un temps chez le baron Bagge.
Il acquit rapidement de la renommée comme compositeur dans le style italien ainsi que comme professeur de clavecin et de piano ; Méhul et Jean-Louis Adam (père d’Adolphe Adam) comptèrent parmi ses élèves. Il était l'ami de Gluck. 
Retourné à Strasbourg en 1789, Edelmann fut nommé gouverneur du département du Bas-Rhin.
À la suite de diverses intrigues, son frère Geofrey Louis et lui furent arrêtés sous une fausse accusation de trahison et d'activité contre-révolutionnaire (en réalité Edelmann était un opposant à la Terreur et a payé l'hostilité de Saint-Just). Traduits devant le tribunal révolutionnaire, ils furent condamnés à mort et guillotinés à Paris le 14 juillet 1794 (22 Messidor An II) avec deux autres citoyens de Strasbourg et les carmélites de Compiègne devenues célèbres dès ce moment. C'était onze jours avant la chute de Robespierre.
À part cinq œuvres lyriques dont deux opéras et un oratorio (perdu) ainsi que des pages pour clavecin (dont 2 concertos), il a surtout composé de la musique instrumentale dont plusieurs pièces (op. 9, 14 et 15) pour clavecin, deux violons et alto que l’on peut considérer comme les ancêtres du quatuor avec piano.

## Œuvres (liste non exhaustive)
- Musique lyrique
  - La Bergère des Alpes, scène lyrique (éd. comme op. 11, Paris, vers 1781)
  - Ariane dans l'isle de Naxos drame lyrique (éd. Paris, vers 1782)
  - Diane et l'amour opéra-ballet (représenté en 1802, probablement perdu)

- Musique de clavecin
  - 6 Sonates, op. 1, pour clavecin, avec violon ad libitum (éd. Paris, 1775)
  - 6 Sonates, op. 2, pour clavecin (éd. Paris, 1775)
  - 4 Sonates, op. 5, pour clavecin (éd. Paris, 1777)
  - 3 Sonates, op. 6, pour clavecin (éd. Paris, 1778)
  - 2 Sonates, op. 7, pour clavecin (éd. Paris, 1779)
  - 3 Sonates, op. 8, pour clavecin (éd. Paris, 1775)
  - 4 Sonates, op. 10, pour clavecin (éd. Paris, 1782)
  - Concerto pour le clavecin avec accompagnement de deux violons deux hautbois, deux cors et d'une contrebasse ad libitum, Paris, 1782 [2]

- Musique de chambre
  - 4 Quatuors, op. 9, pour clavecin, 2 violons et alto (éd. Paris, 1781)
  - 4 Sonates en quatuor, op. 13, pour clavecin et 2 violons, basse ad libitum (éd. Paris, 1784)
  - 3 Concerts, op. 14, pour clavecin, 2 violons et alto (éd. Paris, 1785)
  - 4 Divertissements, op. 15, pour clavecin, 2 violons et alto (éd. Paris, 1786)

## Discographie
- Sonates pour clavier, opus 1 (nos 3, 4, 6) et 2 (nos 1, 2, 3, 6), (vol. 1) - Sylvie Pécot-Douatte, piano-forte (1998, Calliope CAL 9237) (OCLC 42788494)
- Sonates pour clavier, opus 5 (nos 1 à 4) et 7 (nos 1 et 2), (vol. 2) - Sylvie Pécot-Douatte, piano-forte Marc Ducornet & J. Way d'après Stein (1998, Calliope CAL9236) (OCLC 45217228)
- Sonates pour clavier, opus 6 (nos 1 à 3), 8 no 1 et 10 (nos 1 à 3), (vol. 3) - Sylvie Pécot-Douatte, piano-forte (2000, Calliope CAL9296 / rééd. 3CD PHAIA PHU012.14) (OCLC 57894019)
- Quatuors avec clavier, opus 9 - Petofi Erika, Spanyi Miklos, Paulik Laszlo, Bozzai Balazs (2003, Hungaroton HCD 31878)